# Cá lẹp vây đen
Cá lẹp vây đen hay cá lẹp đen (danh pháp khoa học: Setipinna melanochir) là một loài cá trong họ Engraulidae.

## Phân bố
Loài cá nước mặn/nước lợ và nước ngọt này sinh sống trong khu vực:
Tây Trung Thái Bình Dương: Từ Thái Lan về phía nam tới Java, bao gồm cả các con sông, như sông Chao Praya ở Thái Lan và các sông Rokan, Kapuas, Barito ở Indonesia cũng như hệ thống sông Mekong.
Loài này được ghi nhận trong sông tới 90, 150 và 210 km tính từ biển, nhưng người ta vẫn chưa rõ chúng là quần thể định cư nước ngọt hay là di cư từ biển vào. Ít nhất có một lượng nhỏ tiến vào các trang trại nuôi cá trong sông hay hồ. Tìm thấy trong các con sông lớn xa về phía thượng nguồn. Thức ăn chủ yếu của chúng là ấu trùng sâu bọ và cá nhỏ. Sử dụng để làm mắm bò hóc.